# Arkesilaos
Arkesilaos (grekiska Ἀρκεσίλαος), född cirka 316 f.Kr., död cirka 241 f.Kr., var en grekisk filosof inom skepticismen. 

## Biografi
Arkesilaos kom från Pitane och var efter Krates ledare av Akademien i Aten. Han har inte efterlämnat några skrifter, så information om hans filosofiska tankar finns endast tillgänglig genom andrahandskällor. 
Arkesilaos filosofiska skepticism innebär att människan inte kan få någon tillförlitlig kunskap om omvärlden genom sina sinnen. Under bekämpandet av stoicismen utvecklade Arkesilaos platonismen i skeptisk riktning, förnekade möjligheten av osvikliga kännetecken på sant och falskt och erkändes blott det sannolika som rättesnöre för vårt teoretiska och praktiska liv.